# Gorsachius
Gorsachius – rodzaj ptaków z podrodziny czapli (Ardeinae) w obrębie rodziny czaplowatych (Ardeidae).

## Zasięg występowania
Rodzaj obejmuje gatunki występujące w południowej, południowo-wschodniej i wschodniej Azji.

## Morfologia
Długość ciała 45–49 cm, rozpiętość skrzydeł 86–89 cm; masa ciała 377–527 g.

## Systematyka

### Etymologia
- Limnophylax: gr. λιμνη limnē „bagno”; φυλαξ phulax, φυλακος phulakos „strażnik”, od φυλασσω phulassō „pilnować”[5].
- Gorsachius: epitet gatunkowy Ardea goisagi Temminck, 1836; jap. nazwa Goi-Sagi dla ślepowrona zwyczajnego, od goi „piąta ranga”, od go „piąty”; i „ranga”; Sagi „czapla”. W klasycznym japońskim folklorze wszechmocny cesarz Daigo (panował w latach 897–930) rozkazał wasalowi schwytać ślepowrona. Po usłyszeniu polecenia cesarskiego czapla poddała się i dała się schwytać. Cesarz był zadowolony, że ślepowron potwierdził jego wszechmoc nad naturą i człowiekiem, dlatego przyznał ptakowi tytuł „króla czapli”, nadał mu piątą rangę na jego dworze, oraz wypuścił go na wolność[6].
- Butio: łac. butio, butionis „bąk”[7].

### Podział systematyczny
Do rodzaju należą następujące gatunki:
- Gorsachius goisagi (Temminck, 1836) – bąkowron japoński
- Gorsachius melanolophus (Raffles, 1822) – bąkowron orientalny